# 大道寺直秀
大道寺 直秀（だいどうじ なおひで）は、江戸時代前期の弘前藩士。福島正則の大甥で、大道寺政繁の養孫に当たる。

## 生涯
慶長11年（1606年）、福島正則の甥・福島正之（正則の姉と別所重宗の間の子）の子として誕生。母は松平康元の娘・満天姫（徳川家康の養女）。
慶長13年（1608年）3月（もしくは5月）、父・正之が養父・正則から罪を糾弾され、幽閉ののち死去した。一説には、正則が実子忠勝に跡を継がせたかっためとも。慶長18年（1613年）、母・満天姫は弘前藩2代藩主・津軽信枚と再婚し、これに伴い直秀は「津軽信枚の弟分」として遇された。その後成人し、津軽氏の重臣・大道寺直英の婿養子となり、大道寺岩見直秀と名乗り、津軽家の家臣となる。
元和5年（1619年）、津軽家に信濃国川中島四郡10万石への転封の内示が出る。これは実高、移転の費用、父祖の地を離れることなど津軽家にとって不利な点が多く、満天姫や信枚らの江戸での政治的運動により転封は阻止された。代わって川中島に移されたのが、直秀の義理の祖父に当たる福島正則であった。
寛永8年（1631年）、義父・信枚が死去し、弘前藩主は長男・信義が継ぐことになった。信義の母は石田三成の娘である側室・辰姫であり、実母・満天姫も元和6年（1620年）に信枚の次男・信英を出産していた。ところが、どちらも若年であったため、徳川の血筋を引く直秀の擁立も考慮されたが実現せずに終わり、直秀はこれに不満だったらしい。
この頃、福島家は福島正則の死後に手続きの不備から改易され、交代寄合の旗本として存続するも、寛永14年（1637年）には一旦断絶していた。そのため、直秀は福島家出身の自身をもって福島家の再興を図ろうと考え、江戸に上って江戸幕府に訴え出る決意をする。
ところが、寛永13年（1636年）9月24日、急死した。旅立ちのために母親（満天姫）に暇乞いに来た際、直秀が杯を飲み干した直後、直秀は突然苦しみ出し、絶命した（『大道寺家譜』）。30歳ぐらいである、と伝わる。
大道寺氏の名跡は、直秀の娘・喜久に信枚の七男・大道寺為久を婿養子とし、代々藩の家老を務める家柄として続いた。

## 跡目相続について
直秀は前藩主信枚の正室満天姫の連れ子であり、「前藩主信枚の義理の息子」「前藩主信枚の弟分」として準一門扱いをされ、なにより「家康の（義理の）孫」である。一方、新藩主となる信義は若年であるだけでなく、側室辰姫の子で「石田三成の孫」であり、幕府に対し極めて印象が悪い。また、直秀の実母弟であり信義の義母弟、すなわち満天姫と信枚の実子である信英という存在もあった。ただし信英は信義よりさらに若年である。
そのような状況の下であり、「家康の義理の孫」である直秀が中継ぎとしてでも相続するという仮定は、一見弘前藩全体にとっても決して悪い話ではなく、「自身にも相続権がある」と当人すら考えてもおかしくはない。当時の津軽家中には、親信義派と反信義派（信英派）、新参家臣と古参の譜代家臣などの、初代津軽為信以来続く家臣団対立が燻っており、満天姫・信英派（反信義派）や親徳川派といった方面からは、また両者の妥協点としても、直秀は格好の、いわゆる神輿の候補でもあった。
これより少し前に弘前藩は、幕府から転封の内示を受けていた。この、弘前藩に対する信濃国川中島（転封先は越後国だという説もある）への転封の話であるが、要約すると「津軽家を川中島に、改易・減封処分となった福島家を陸奥国最北の果て津軽の地に」という内容である。この転封はほぼ実現しつつあったが（当時の藩主信枚は移転費用工面のための金策を行っている。すなわち現実的に差し迫った課題であったことが推察される）、内示が出た転封であったはずなのに、一月も経たずになぜか津軽家の転封の部分は立ち消えとなり「福島家を川中島に（高井野藩）」のみで決着している。津軽家の幕閣に対するロビー活動の成果とも、幕閣内部での対立抗争による結果とも言われているが、定かではない。
ともあれ、この状況ではたとえ「家康の義理の孫」であっても「福島家一族」でもある直秀の擁立は、弘前藩にとってはかなり危険であると言えた。反信義派としても、満天姫・信枚の実子信英がいるため、あえて「福島家」の直秀を擁立する必然性はなかったと思われる。「信英が成人するまでの中継ぎ」としてでも、「福島家」の直秀であることは体面上、明らかに都合が悪いこととなる。
こうして直秀による跡目相続のわずかな可能性は潰え、前藩主信枚の強い希望があった「辰姫の子信義の相続」が実現することとなった。

## 毒殺説
急死の状況から、実母である満天姫、もしくは養父大道寺直英などが、津軽家に災禍が及ぶのを防ごうとして毒殺したとする説が存在する。

## 系譜
- 父：福島正之
- 母：満天姫 - 徳川家康養女、松平康元娘
- 養父：大道寺直英
- 室：不詳
  - 女子：喜久 - 大道寺為久正室
  - 男子：大助